# 호세 마리아 플로레스

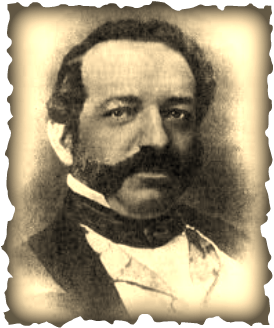

호세 마리아 플로레스(José María Flores, 1818년~1866년)는 누에바에스파냐에서 태어난 멕시코 장군이며, 라 오트라 반다의 일원이었다. 그는 1846년부터 1847년까지 알타 캘리포니아의 주지사겸 총사령관에 임명되었다.

## 참조
- Whitehead, Roy E. (1978). 《Lugo: A Chronicle of Early California》. Redlands, CA: San Bernardino County Museum Assoc. ISBN 0-915158-11-6.
- Harlow, Neal (1982). 《California Conquered: War and Peace on the Pacific, 1846-1850》. Berkeley: University of California Press. ISBN 0-520-04430-4.